# Alexander Schigin
Alexander Alexandrowitsch Schigin (kasachisch Александр Александрович Жигин; * 12. September 1986 in Qostanai) ist ein ehemaliger kasachischer Eisschnellläufer.

## Werdegang
Schigin wurde im Jahr 2001 kasachischer Juniorenmeister im Mehrkampf und belegte bei den Juniorenweltmeisterschaften 2002 in Klobenstein den 38. Platz im Mehrkampf. Erstmals am Eisschnelllauf-Weltcup nahm er im März 2002 in Inzell teil, wobei er in der B-Gruppe den 23. Platz über 1000 m errang. In den folgenden Jahren kam er bei den Juniorenweltmeisterschaften 2003 in Kushiro auf den 15. Platz im Mehrkampf sowie auf den achten Rang in der Teamverfolgung, bei den Juniorenweltmeisterschaften 2004 in Roseville auf den 14. Platz im Mehrkampf sowie auf den zehnten Rang in der Teamverfolgung und bei den Einzelstreckenasienmeisterschaften 2004 in Chuncheon jeweils auf den sechsten Platz über 1000 m und 1500 m. In der Saison 2004/05 lief er bei der Winter-Universiade 2005 in Innsbruck auf den 13. Platz über 5000 m und gewann bei den Einzelstreckenasienmeisterschaften 2005 in Shibukawa die Bronzemedaille über 1500 m. In der folgenden Saison belegte er bei der Sprintweltmeisterschaft 2006 in Heerenveen den 38. Platz, bei den Juniorenweltmeisterschaften 2006 in Erfurt den vierten Platz im Mehrkampf und beim Saisonhöhepunkt, den Olympischen Winterspielen 2006 in Turin, den 36. Platz über 1000 m sowie den 34. Rang über 1500 m.
Nach jeweils Platz neun über 1000 m, 1500 m und 10000 m bei den Einzelstreckenasienmeisterschaften 2007 in Changchun, errang Schigin bei der Sprintweltmeisterschaft 2007 in Hamar den 26. Platz und bei den Winter-Asienspielen 2007 in Changchun den 13. Platz über 1000 m sowie den neunten Rang 1500 m. In der Saison 2007/08 wurde er bei den Einzelstreckenasienmeisterschaften 2008 in Shenyang Zwölfter über 5000 m sowie Zehnter über 1500 m und errang bei der Sprintweltmeisterschaft 2008 in Heerenveen den 34. Platz. Bei den Einzelstreckenasienmeisterschaften 2010 in Obihiro kam er auf den achten Platz über 500 m und auf den siebten Rang über 1000 m. In der Saison 2010/11 gewann er bei den Einzelstreckenasienmeisterschaften 2011 in Harbin die Bronzemedaille über 1500 m und bei den Winter-Asienspielen 2011 in Astana die Bronzemedaille in der Teamverfolgung. Zudem belegte er bei den Einzelstreckenweltmeisterschaften 2011 in Inzell den 14. Platz über 1500 m. In den folgenden Jahren wurde er bei den Einzelstreckenasienmeisterschaften 2012 in Astana Sechster über 1000 m und lief bei den Olympischen Winterspielen 2014 in Sotschi auf den 34. Platz über 1500 m. In der Saison 2015/16 erreichte er in Calgary mit dem fünften Platz im Sprint seine beste Platzierung im Weltcup und absolvierte in Salt Lake City seinen letzten Weltcup, welchen er in der B-Gruppe auf dem 25. Platz über 500 m beendete.
Schigin wurde jeweils dreimal kasachischer Meister über 500 m (2005–2007) und 1500 m (2007–2009), zweimal über 1000 m (2006, 2007) und einmal in der Teamverfolgung (2006).

## Erfolge

### Olympische Spiele
- 2006 Turin: 34. Platz 500 m, 36. Platz 1000 m
- 2014 Sotschi: 34. Platz 1500 m

### Einzelstrecken-Weltmeisterschaften
- 2011 Inzell: 14. Platz 1500 m

### Sprint-Weltmeisterschaften
- 2006 Heerenveen: 38. Platz Sprint-Mehrkampf
- 2007 Hamar: 26. Platz Sprint-Mehrkampf
- 2008 Heerenveen: 34. Platz Sprint-Mehrkampf

### Asienmeisterschaften
- 2004 Chuncheon: 6. Platz 1000 m, 6. Platz 1500 m
- 2005 Shibukawa: 3. Platz 1500 m, 7. Platz 1000 m
- 2007 Changchun: 9. Platz 5000 m, 9. Platz 10000 m, 9. Platz 1500 m
- 2008 Chenyang: 10. Platz 1500 m, 12. Platz 5000 m
- 2010 Obihiro: 7. Platz 1000 m, 8. Platz 500 m
- 2011 Harbin: 3. Platz 1500 m, 7. Platz 500 m
- 2012 Astana: 6. Platz 1000 m

## Persönliche Bestzeiten
| Disziplin | Zeit         | Datum             | Ort            |
| --------- | ------------ | ----------------- | -------------- |
| 500 m     | 35,66 s      | 2. November 2013  | Calgary        |
| 1000 m    | 1:09,07 min  | 16. November 2013 | Salt Lake City |
| 1500 m    | 1:45,28 min  | 18. Februar 2011  | Salt Lake City |
| 3000 m    | 3:52,59 min  | 21. März 2006     | Calgary        |
| 5000 m    | 6:42,55 min  | 21. März 2006     | Calgary        |
| 10000 m   | 14:31,48 min | 31. März 2009     | Tscheljabinsk  |